# Eudejeania melanax
Eudejeania melanax är en tvåvingeart som först beskrevs av Walker 1849.  Eudejeania melanax ingår i släktet Eudejeania och familjen parasitflugor. Inga underarter finns listade i Catalogue of Life.